# Fairchild J44
Pour les articles homonymes, voir J44.
Le Fairchild J44 était un petit turboréacteur américain simple flux, monocorps et à architecture centrifuge. Il fut développé au cours des années 1940 par la société américaine Fairchild Engine Division (en), qui s'appelait alors Ranger Engines.

## Généralités
Développé à partir de 1947 par la Fairchild Engine Division (en), alors désignée Ranger Aircraft Engine Division de la Fairchild Engine & Airplane Corporation, son architecture des plus simples était caractéristique des turboréacteurs des débuts de la propulsion à réaction. Il ne comportait qu'un unique étage de compresseur centrifuge, entraîné par une turbine axiale à deux étages. Entre les deux, seule concession à la modernité, se situait une chambre de combustion annulaire, là où la concurrence se contentait encore d'assemblages de boîtes à flammes séparées (désignées « flame cans » en anglais).
Sa poussée maximale était de 4,45 kN, soit légèrement supérieure à 450 kgp, et il disposait d'un rapport poussée/masse de 2,9. Son système de lubrification était plutôt simpliste, puisqu'il ne disposait d'aucun système de recirculation d'huile. Autrement dit, il s'agissait d'un circuit ouvert, et l'huile utilisée était ensuite évacuée et brûlée dans l'échappement du moteur.
Ce moteur a été utilisé comme base de développement pour un autre moteur de la société Fairchild, le J83.

## Applications
Bien que de puissance modeste, ce moteur a connu de nombreuses utilisations comme propulseur pour des drones ou des missiles. Il a également parfois été utilisé comme propulseur d'appoint sur des avions de grandes dimensions, comme le Fairchild C-123 Provider.
- Drone-cible AQM-34B/C Firebee : J44-R-20B de 4,4 kN de poussée, sur les drones de l’US Navy uniquement. Les exemplaires de l'US Air Force disposaient, eux, d'un Continental J69-T-19B de 4,7 kN de poussée ;
- AQM-41 Petrel : Missiles air-sol, ensuite convertis en drones-cibles ;
- Avion de transport Fairchild C-123J Provider : Seulement dix appareils ont été convertis à ce standard, probablement pour desservir des zones en altitude ou en environnement chaud. Sur cet appareil, les J44 étaient installés en bout d'ailes et assistaient les moteurs principaux au décollage ;
- Bell Model 65 (en) : Un seul exemplaire de cet aéronef expérimental a volé. Il était équipé de deux J44 installés sur des pivots, qui donnaient à l'appareil des capacités ADAV.